# Epidendrum denticulatum
Epidendrum denticulatum är en orkidéart som beskrevs av João Barbosa Rodrigues. Epidendrum denticulatum ingår i släktet Epidendrum och familjen orkidéer. Inga underarter finns listade i Catalogue of Life.

## Bildgalleri

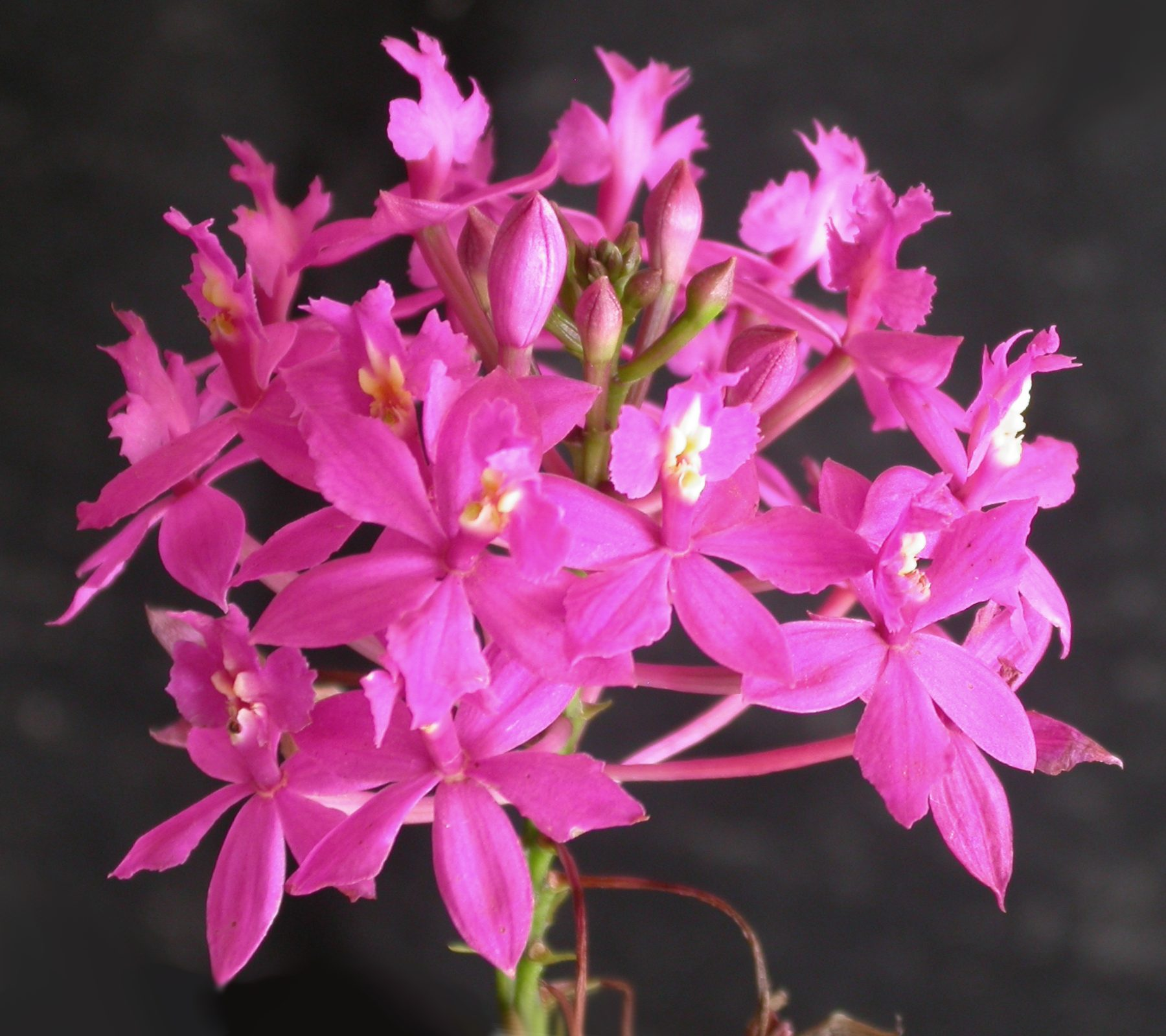
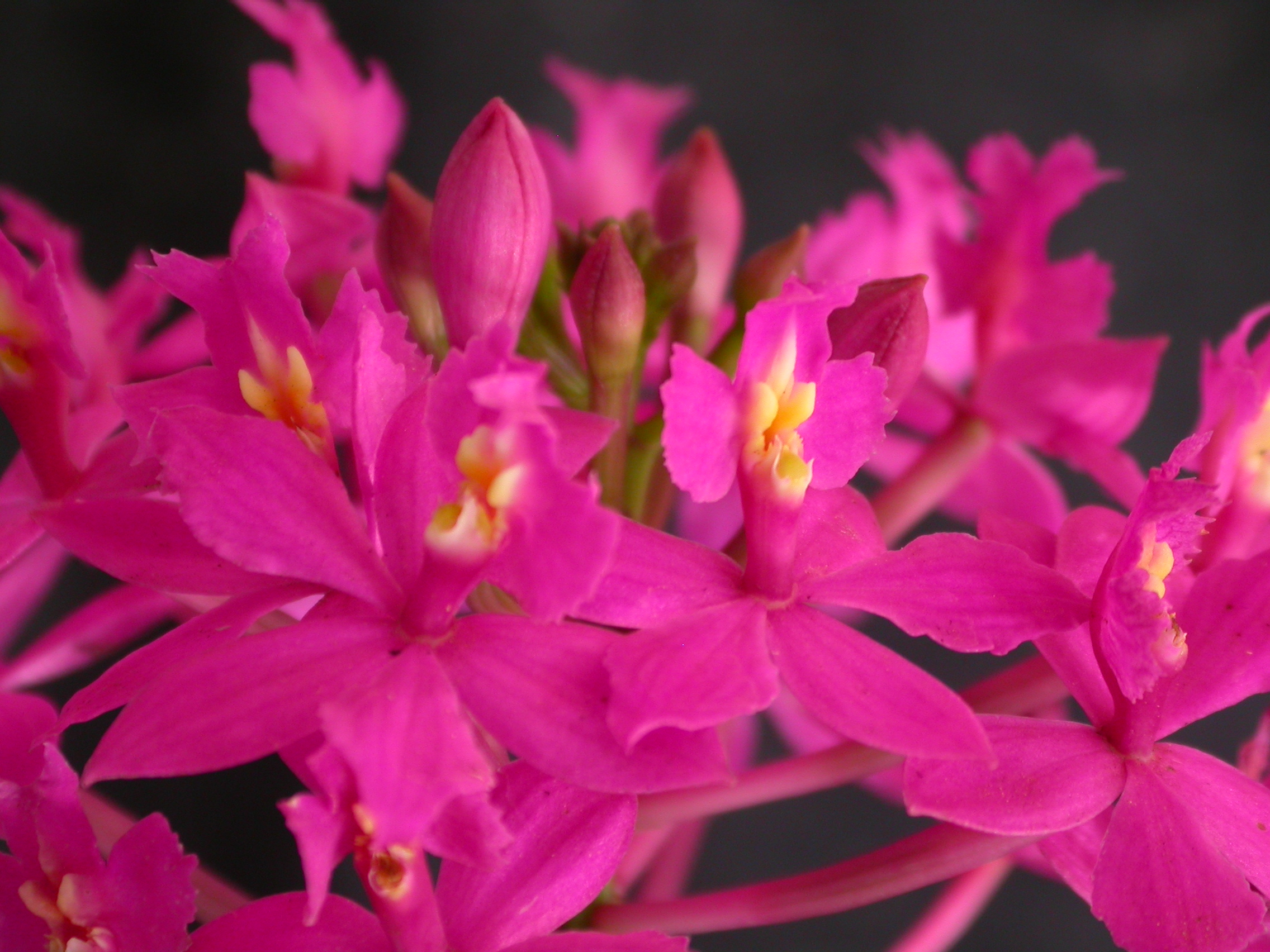
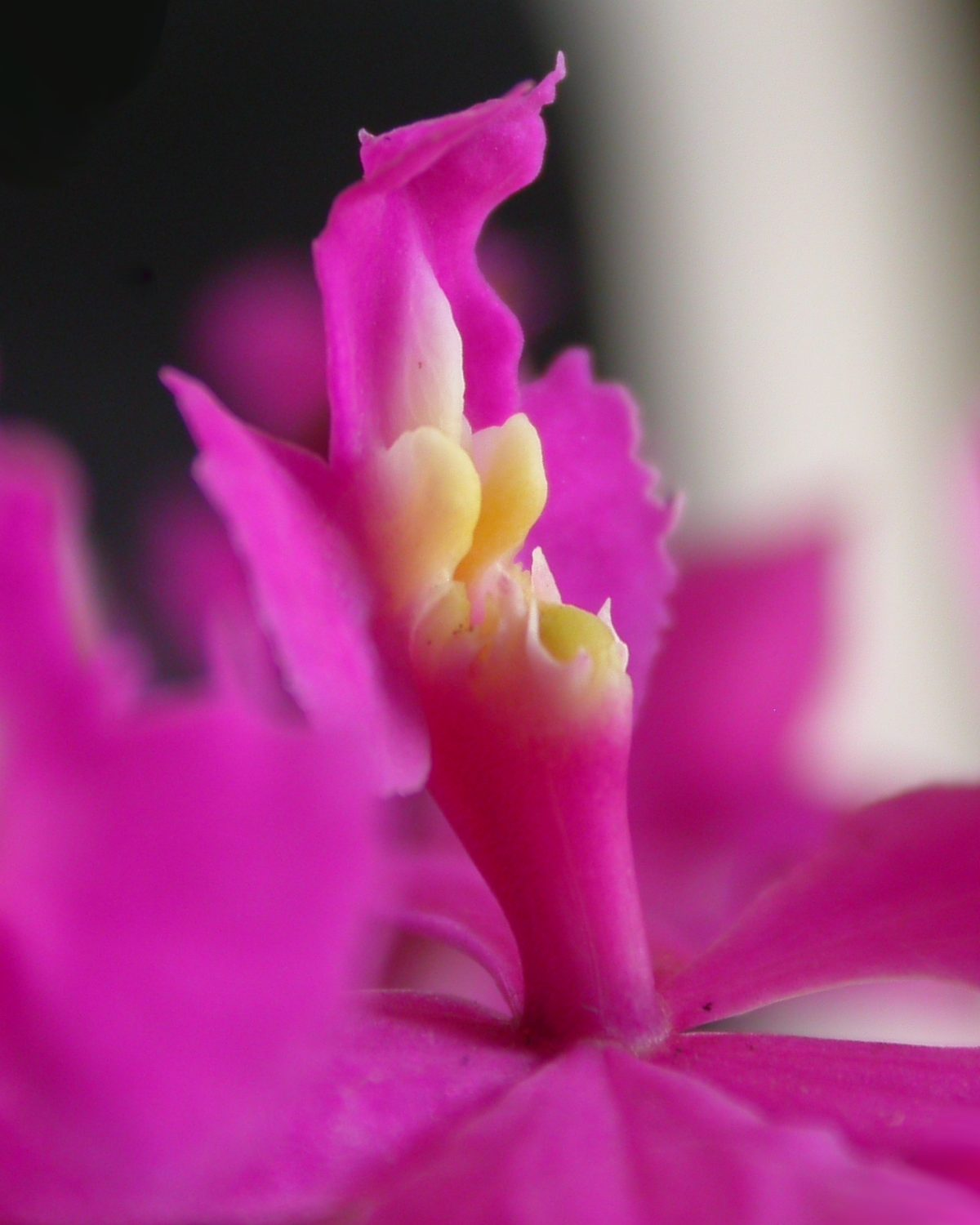
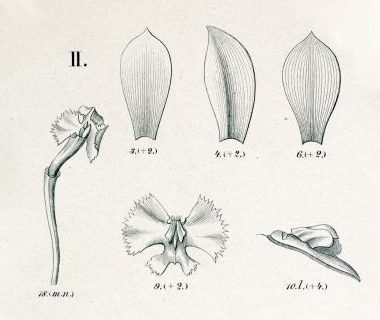
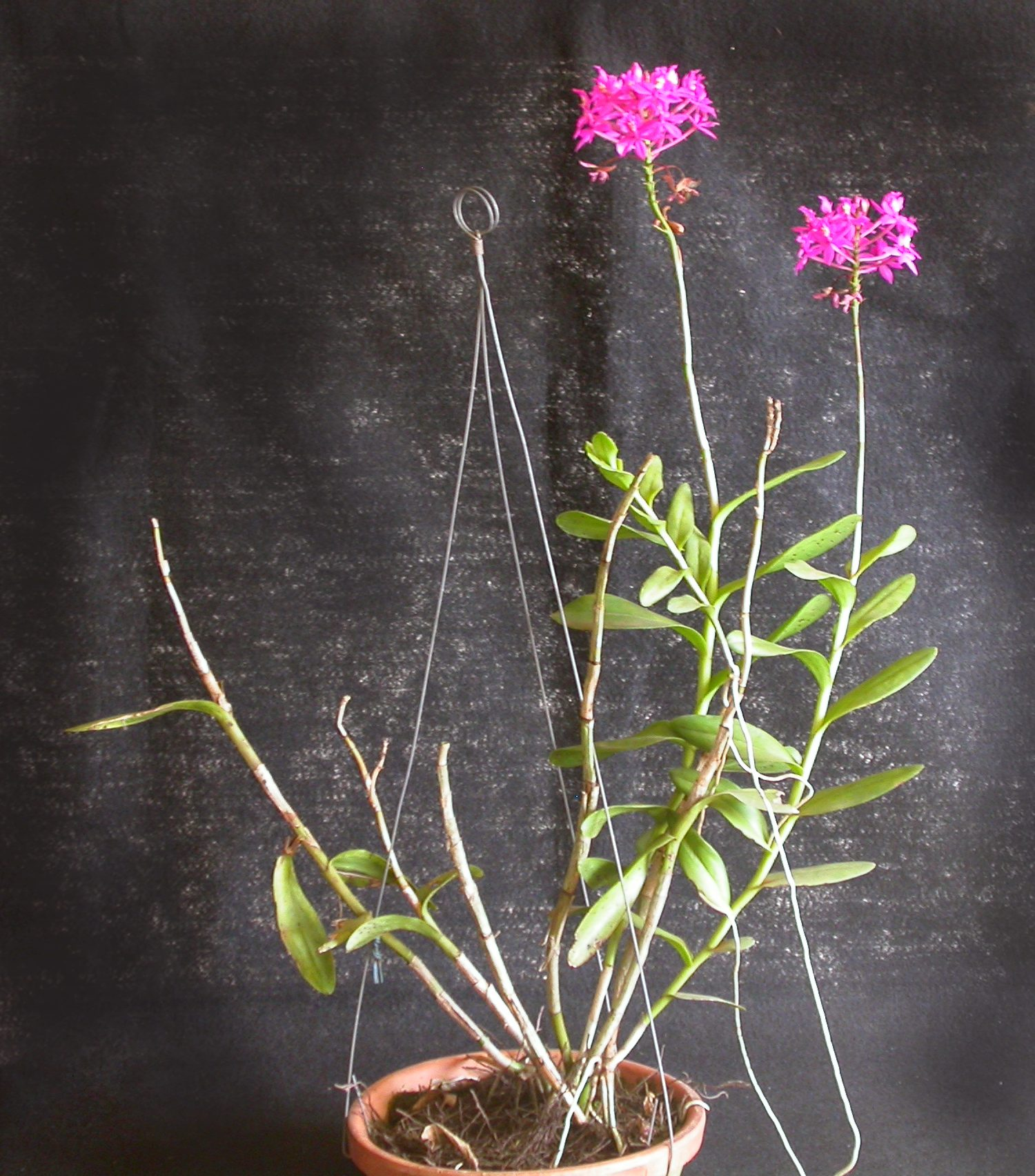
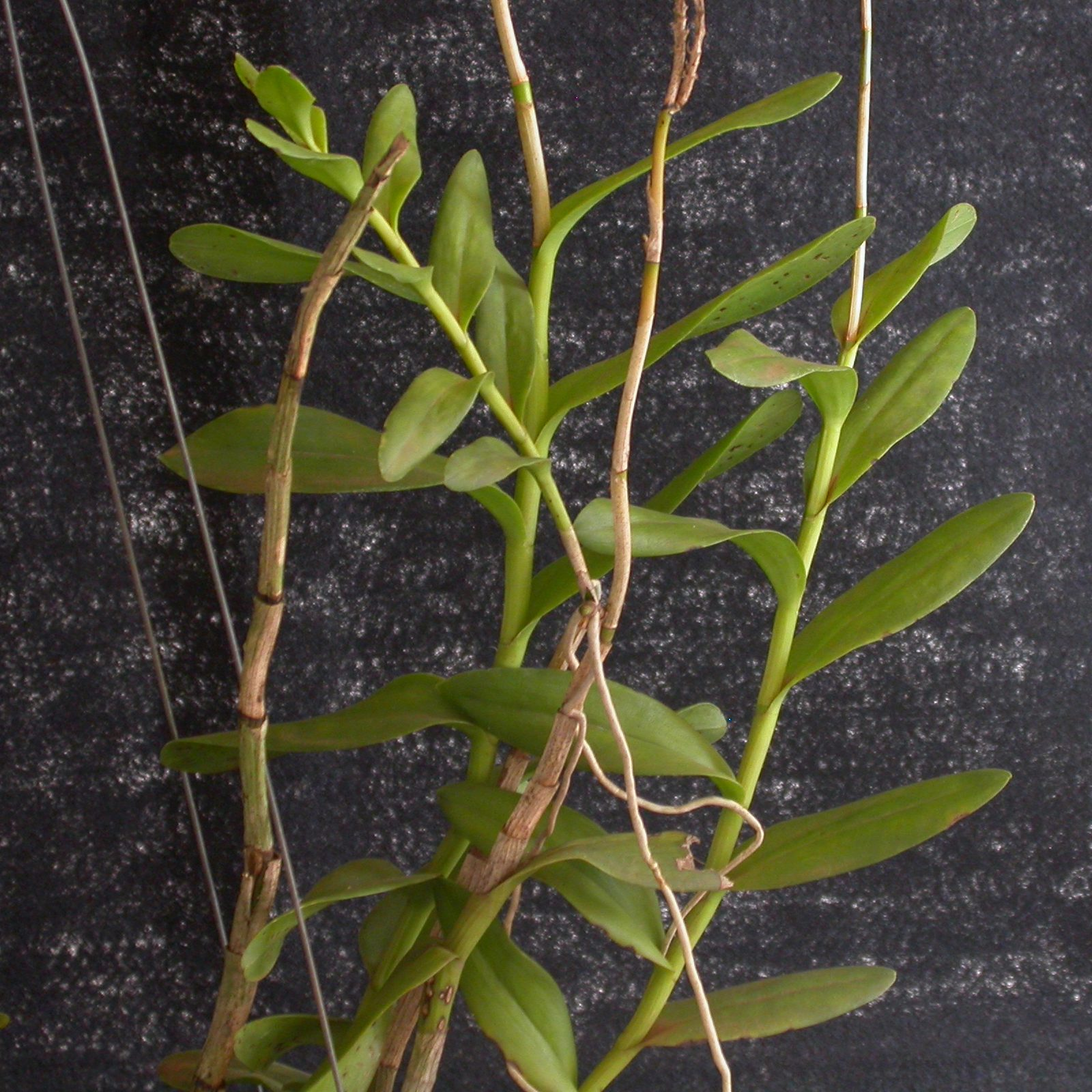